# Ngadirejo (Tugu Mulyo)
Ngadirejo is een bestuurslaag in het regentschap Musi Rawas van de provincie Zuid-Sumatra, Indonesië. Ngadirejo telt 1277 inwoners (volkstelling 2010).